# Madrigal (Fauré)
Pour les articles homonymes, voir Madrigal (homonymie).
Madrigal (op. 35) est une pièce de musique vocale en quatre parties de Gabriel Fauré sur un poème d'Armand Silvestre, composée en 1883, à l'occasion du mariage du compositeur et chef d’orchestre André Messager avec sa première épouse.

## Composition
Fauré aimait les poèmes de Silvestre et en a mis plusieurs en musique. Le poème qui va devenir un madrigal, intitulé Pour un chœur alterné, est issu du recueil de Silvestre de 1878, La chanson des heures. Avec le sujet du poème, de jeunes hommes et femmes s'accusent mutuellement d'égoïsme et de cruauté dans des affaires de cœur, Fauré fait de cette chanson un cadeau de mariage malicieux pour son ami et ex-élève André Messager, qui en est le dédicataire.
Ce madrigal est écrit pour être chanté par un quatuor vocal ou un chœur, avec piano ou — l'année suivante — un accompagnement orchestral. Il est réutilisé en 1919 dans les Masques et bergamasques du même compositeur.
La particularité de cette pièce est que le début de la mélodie n'est autre que celle de la cantate no 38 de Jean Sebastien Bach, Aus tiefer Not schrei ich zu dir, ainsi que sa fugue no 8, ce qui reste unique parmi les compositions de Fauré. Le pianiste et universitaire Graham Johnson commente que la chanson a « la vivacité et la suggestivité d'un discours du témoin lors d'un mariage ».  
L'œuvre a été créée lors d'un concert de la Société nationale de musique le 12 janvier 1884 par le chœur de la société. Elle a été publiée chez Hamelle la même année. La première de la version orchestrale a été donnée par le quatuor et l'orchestre de la société le 30 avril 1892. Fauré a ensuite incorporé la mélodie sous sa forme orchestrale dans sa musique de scène Masques et bergamasques (1919).

## Texte
(Les jeunes gens)

Inhumaines qui, sans merci,

Vous raillez de notre souci,

Aimez ! Aimez quand on vous aime !

(Les jeunes filles)

Ingrats qui ne vous doutez pas

Des rêves éclos sur vos pas,

Aimez ! Aimez quand on vous aime !

(Les jeunes gens)

Sachez, ô cruelles Beautés,

Que les jours d'aimer sont comptés.

Aimez ! aimez quand on vous aime !

(Les jeunes filles)

Sachez, amoureux inconstants,

Que le bien d'aimer n'a qu'un temps.

Aimez ! aimez quand on vous aime !

(Ensemble)

Un même destin nous poursuit

Et notre folie est la même :

C'est celle d'aimer qui nous fuit,

C'est celle de fuir qui nous aime !

## Enregistrement
- 1992 : album Melodies Vol. 2, par Natalie Dessay, Béatrice Uria-Monzon, François Le Roux, Jean-Paul Fouchecourt[7]